# Macau Guia Race
La Macau Guia Race - Kumho TCR World Tour Event of Macau, anciennement Guia Race of Macau, WTCC Guia Race of Macau , WTCR Macau Guia Race and Macau Guia Race - TCR Asia Challenge, est une course de voitures de tourisme internationale créée en 1963, actuellement la dernière manche du TCR World Tour (en). Elle se déroule sur le circuit temporaire de Guia de 6,2 km dans les rues de Macao, la région administrative spéciale de la République populaire de Chine, dans le cadre du week-end du Grand Prix automobile de Macao.
Avant 2005, et les débuts du Championnat du monde des voitures de tourisme, la course de Guia était organisée chaque année comme une course internationale unique de voitures de tourisme.

## Vainqueurs de la Macau Guia Race
| Année                                                      | Vainqueur                     | Voiture                     |
| Production                                                 | Production                    | Production                  |
| ---------------------------------------------------------- | ----------------------------- | --------------------------- |
| 1963                                                       | Albert Poon                   | Lotus Cortina               |
| 1964                                                       | Eugen Böhringer               | Mercedes-Benz 300 SE        |
| 1965                                                       | Grant Wolfkill                | Austin Cooper S             |
| 1965                                                       | George Baker                  | Jaguar Mark 2               |
| 1966                                                       | Mauro Bianchi                 | Alpine A210                 |
| 1967                                                       | Albert Poon                   | Alfa Romeo GTA              |
| 1968                                                       | Peter Chow                    |                             |
| 1969                                                       | Erich Waxenberger Albert Poon | Mercedes-Benz 300 SEL 6.3   |
| 1970                                                       | Anne Wong                     | Austin Cooper S             |
| 1971                                                       | Dieter Glemser                | Ford Capri RS               |
| Groupe 4 & Groupe 1                                        |                               |                             |
| 1972                                                       | John MacDonald                | Austin Cooper S             |
| 1973                                                       | Peter Chow                    | Toyota Celica GT (TA 22)    |
| 1974                                                       | Nobuhide Tachi                | Toyota Celica (TA 22)       |
| 1975                                                       | Nobuhide Tachi                | Toyota Celica (TA 22)       |
| 1976                                                       | Herbert Adamczyk              | Porsche Carrera RS          |
| 1977                                                       | Peter Chow                    | Toyota Celica               |
| 1978                                                       | Peter Chow                    | Toyota Celica (TA 22)       |
| Groupe 5 & Groupe 1                                        |                               |                             |
| 1979                                                       | Herbert Adamczyk              | Porsche 911 Carrera RSR 3.0 |
| 1980                                                       | Hans-Joachim Stuck            | BMW 320                     |
| 1981                                                       | Manfred Winkelhock            | BMW 320                     |
| 1982                                                       | Helmut Greiner                | Porsche 911 Carrera RSR 3.0 |
| Groupe A                                                   |                               |                             |
| 1983                                                       | Hans-Joachim Stuck            | BMW 635 CSi                 |
| 1984                                                       | Tom Walkinshaw                | Jaguar XJS                  |
| 1985                                                       | Gianfranco Brancatelli        | Volvo 240 Turbo             |
| 1986                                                       | Johnny Cecotto                | Volvo 240 Turbo             |
| 1987                                                       | Roberto Ravaglia              | BMW M3                      |
| 1988                                                       | Altfrid Heger                 | BMW M3                      |
| 1989                                                       | Tim Harvey                    | Ford Sierra RS500           |
| 1990                                                       | Masahiro Hasemi               | Nissan Skyline GT-R         |
| DTM & Groupe A                                             |                               |                             |
| 1991                                                       | Emanuele Pirro                | BMW M3 Evolution            |
| 1992                                                       | Emanuele Pirro                | BMW M3 Evolution            |
| 1993                                                       | Charles Kwan                  | BMW M3 Evolution            |
| Supertourisme                                              |                               |                             |
| 1994                                                       | Joachim Winkelhock            | BMW 318i                    |
| 1995                                                       | Kelvin Burt                   | Toyota Corona EXiV (en)     |
| 1996                                                       | Frank Biela                   | Audi A4 Quattro             |
| 1997                                                       | Steve Soper                   | BMW 320i                    |
| 1998                                                       | Joachim Winkelhock            | BMW 320i                    |
| 1999                                                       | Michael Bartels               | Audi A4 Quattro             |
| Super Production                                           |                               |                             |
| 2000                                                       | Patrick Huisman               | BMW 320i                    |
| 2001                                                       | Duncan Huisman                | BMW 320i                    |
| 2002                                                       | Duncan Huisman                | BMW 320i                    |
| 2003                                                       | Duncan Huisman                | BMW 320i                    |
| Super 2000                                                 |                               |                             |
| 2004                                                       | Jörg Müller                   | BMW 320i                    |
| Championnat du monde des voitures de tourisme (Super 2000) |                               |                             |
| 2005                                                       | Augusto Farfus                | Alfa Romeo 156              |
| 2005                                                       | Duncan Huisman                | BMW 320i                    |
| 2006                                                       | Andy Priaulx                  | BMW 320si WTCC              |
| 2006                                                       | Jörg Müller                   | BMW 320si WTCC              |
| 2007                                                       | Alain Menu                    | Chevrolet Lacetti           |
| 2007                                                       | Andy Priaulx                  | BMW 320si WTCC              |
| 2008                                                       | Alain Menu                    | Chevrolet Lacetti           |
| 2008                                                       | Rob Huff                      | Chevrolet Lacetti           |
| 2009                                                       | Rob Huff                      | Chevrolet Cruze WTCC        |
| 2009                                                       | Augusto Farfus                | BMW 320si WTCC              |
| 2010                                                       | Rob Huff                      | Chevrolet Cruze WTCC        |
| 2010                                                       | Norbert Michelisz             | SEAT León TDI               |
| 2011                                                       | Rob Huff                      | Chevrolet Cruze 1.6T        |
| 2011                                                       | Rob Huff                      | Chevrolet Cruze 1.6T        |
| 2012                                                       | Yvan Muller                   | Chevrolet Cruze 1.6T        |
| 2012                                                       | Alain Menu                    | Chevrolet Cruze 1.6T        |
| 2013                                                       | Yvan Muller                   | Chevrolet Cruze 1.6T        |
| 2013                                                       | Rob Huff                      | SEAT León WTCC              |
| 2014                                                       | José María López              | Citroën C-Élysée WTCC       |
| 2014                                                       | Rob Huff                      | LADA Granta 1.6T            |
| TCR International Series (TCR (en))                        |                               |                             |
| 2015                                                       | Rob Huff                      | Honda Civic Type R TCR (en) |
| 2015                                                       | Stefano Comini                | SEAT León Racer             |
| 2016                                                       | Stefano Comini                | Volkswagen Golf GTI TCR     |
| 2016                                                       | Tiago Monteiro                | Honda Civic Type-R TCR      |
| Championnat du monde des voitures de tourisme (Super 2000) |                               |                             |
| 2017                                                       | Mehdi Bennani                 | Citroën C-Élysée WTCC       |
| 2017                                                       | Rob Huff                      | Citroën C-Élysée WTCC       |
| Coupe du monde des voitures de tourisme (TCR)              |                               |                             |
| 2018                                                       | Jean-Karl Vernay              | Audi RS 3 LMS TCR           |
| 2018                                                       | Frédéric Vervisch             | Audi RS 3 LMS TCR           |
| 2018                                                       | Esteban Guerrieri             | Honda Civic Type-R TCR      |
| 2019                                                       | Yvan Muller                   | Lynk & Co 03 TCR (en)       |
| 2019                                                       | Yvan Muller                   | Lynk & Co 03 TCR            |
| 2019                                                       | Andy Priaulx                  | Lynk & Co 03 TCR            |
| TCR China (en) (TCR)                                       |                               |                             |
| 2020                                                       | Rob Huff                      | MG6 TCR                     |
| 2020                                                       | Jason Zhang Zhi Qiang         | Lynk & Co 03 TCR            |
| TCR Asia (en) (TCR)                                        |                               |                             |
| 2021                                                       | Ma Qing Hua                   | Lynk & Co 03 TCR            |
| 2021                                                       | Jason Zhang Zhi Qiang         | Lynk & Co 03 TCR            |
| TCR Asia Challenge (TCR),                                  |                               |                             |
| 2022                                                       | Filipe de Souza (en)          | Audi RS 3 LMS TCR           |
| 2022                                                       | Filipe de Souza               | Audi RS 3 LMS TCR           |
| TCR World Tour (en) (TCR)                                  |                               |                             |
| 2023                                                       | Norbert Michelisz             | Hyundai Elantra N TCR (en)  |
| 2023                                                       | Frédéric Vervisch             | Audi RS 3 LMS TCR (2021)    |
| 2024                                                       | Thed Björk                    | Lynk & Co 03 TCR            |
| 2024                                                       | Dušan Borković (en)           | Honda Civic Type-R TCR      |

Note "A"
1. 1 2  C'était une Porsche 911 Carrera RSR 3.0  935 bodykit 935[1],[2].

Notes "N"
1. ↑  The first race counted as Race 1 for the TCR China Touring Car Championship, but as the Qualification Race for the Macau Guia Race.
2. ↑  The second race counted as Race 2 for the TCR China Touring Car Championship, but as the Main Race for the Macau Guia Race.
3. ↑  The 2022 TCR Asia Challenge is the Guia Race of 2022.

## Record de victoires

### Par pilote
| Victoires | Pilote                | Années |
| --------- | --------------------- | --- |
| 10        | Robert Huff           | 2008-Race 2, 2009-Race 1, 2010-Race 1, 2011-Race 1, 2011-Race 2, 2013-Race 2, 2014-Race 2, 2015-Race 1, 2017-Main Race, 2020-Race 1 |
| 4         | Duncan Huisman        | 2001, 2002, 2003, 2005-Race 2 |
| 4         | Yvan Muller           | 2012-Race 1, 2013-Race 1, 2019-Race 1, 2019-Race 2                                                                                  |
| 3         | Peter Chow            | 1973, 1977, 1978 |
| 3         | Alain Menu            | 2007-Race 1, 2008-Race 1, 2012-Race 2                                                                                               |
| 3         | Andy Priaulx          | 2006-Race 1, 2007-Race 2, 2019-Race 3                                                                                               |
| 2         | Nobuhide Tachi        | 1974, 1975 |
| 2         | Herbert Adamczyk      | 1976, 1979 |
| 2         | Hans-Joachim Stuck    | 1980, 1983 |
| 2         | Emanuele Pirro        | 1991, 1992 |
| 2         | Joachim Winkelhock    | 1994, 1998 |
| 2         | Jörg Müller           | 2004, 2006-Race 2 |
| 2         | Augusto Farfus        | 2005-Race 1, 2009-Race 2 |
| 2         | Stefano Comini        | 2015-Race 2, 2016-Race 1 |
| 2         | Jason Zhang Zhi Qiang | 2020-Race 2, 2021-Race 2 |
| 2         | Filipe de Souza       | 2022-Race 1, 2022-Race 2 |

### Par nationalité des pilotes
| Victoires | Nationalité    | Années |
| --------- | -------------- | --- |
| 17        | United Kingdom | 1984, 1989, 1995, 1997, 2006-Race 1, 2007-Race 2, 2008-Race 2, 2009-Race 1, 2010-Race 1, 2011-Race 1, 2011-Race 2, 2013-Race 2, 2014-Race 2, 2015-Race 1, 2017-Main Race, 2019-Race 3, 2020-Race 1 |
| 11        | Allemagne      | 1980, 1981, 1982, 1983, 1988, 1994, 1996, 1998, 1999, 2004, 2006-Race 2 |
| 7         | Hong Kong      | 1972, 1973, 1976, 1977, 1978, 1979, 1993 |
| 5         | Netherlands    | 2000, 2001, 2002, 2003, 2005-Race 2 |
| 5         | Suisse         | 2007-Race 1, 2008-Race 1, 2012-Race 2, 2015-Race 2, 2016-Race 1 |
| 4         | Italy          | 1985, 1987, 1991, 1992 |
| 4         | France         | 2012-Race 1, 2013-Race 1, 2019-Race 1, 2019-Race 2 |
| 3         | Japon          | 1974, 1975, 1990 |
| 3         | Chine          | 2020-Race 2, 2021-Race 1, 2021-Race 2 |
| 2         | Brésil         | 2005-Race 1, 2009-Race 2 |
| 2         | Macao          | 2022-Race 1, 2022-Race 2 |
| 1         | Venezuela      | 1986 |
| 1         | Hungary        | 2010-Race 2 |
| 1         | Argentine      | 2014-Race 1 |
| 1         | Portugal       | 2016-Race 2 |
| 1         | Maroc          | 2017-Opening Race |

### Par constructeur
| Victoires | Constructeur | Années |
| --------- | ------------ | --- |
| 21        | BMW          | 1980, 1981, 1983, 1987, 1988, 1991, 1992, 1993, 1994, 1997, 1998, 2000, 2001, 2002, 2003, 2004, 2005-Race 2, 2006-Race 1, 2006-Race 2, 2007-Race 2, 2009-Race 2 |
| 10        | Chevrolet    | 2007-Race 1, 2008-Race 1, 2008-Race 2, 2009-Race 1, 2010-Race 1, 2011-Race 1, 2011-Race 2, 2012-Race 1, 2012-Race 2, 2013-Race 1                                |
| 6         | Toyota       | 1973, 1974, 1975, 1977, 1978, 1995 |
| 6         | Lynk & Co    | 2019-Race 1, 2019-Race 2, 2019-Race 3, 2020-Race 2, 2021-Race 1, 2021-Race 2                                                                                    |
| 6         | Audi         | 1996, 1999, 2018-Race 1, 2018-Race 2, 2022-Race 1, 2022-Race 2                                                                                                  |
| 3         | Porsche      | 1976, 1979, 1982 |
| 3         | SEAT         | 2010-Race 2, 2013-Race 2, 2015-Race 2 |
| 3         | Citroën      | 2014-Race 1, 2017-Opening Race, 2017-Main Race |
| 3         | Honda        | 2015-Race 1, 2016-Race 2, 2018-Race 3 |
| 2         | Volvo        | 1985, 1986 |
| 1         | Austin       | 1972 |
| 1         | Jaguar       | 1984 |
| 1         | Ford         | 1989 |
| 1         | Nissan       | 1990 |
| 1         | Alfa Romeo   | 2005-Race 1 |
| 1         | Lada         | 2014-Race 2 |
| 1         | Volkswagen   | 2016-Race 1 |
| 1         | MG           | 2020-Race 1 |